# Справедливая Республика
Республиканская политическая партия «Справедливая Республика» — политическая партия в Приднестровской Молдавской Республике (ПМР). Образована 3 июля 2007 года тремя членами Верховного совета. В этот день съезд партии, состоящий из 354 делегатов, утвердил устав и программу партии и обсудил партийный манифест.
Некоторое время лидером партии являлся депутат парламента Юрий Гервазюк. Помимо него, первоначально в состав «Справедливой Республики» входили председатель законодательного комитета парламента Галина Антуфеева и депутат Валерий Пономаренко.

## Взгляды
Партия позиционирует себя как левая оппозиционная партия. Она сочетает социализм с патриотизмом и выступает за независимость Приднестровья. В своём партийном манифесте «Справедливая Республика» провозгласила своей основной целью объединение людей, стремящихся к признанию независимости ПМР. Партия рассмотрела независимость как способ построения более справедливого и сплоченного общества. По словам Юрия Гервазюка, партия очень тесно сотрудничает с партией «Справедливая Россия».